# Proschaliphora albida
Proschaliphora albida är en fjärilsart som beskrevs av George Francis Hampson 1909. Proschaliphora albida ingår i släktet Proschaliphora och familjen björnspinnare. Inga underarter finns listade i Catalogue of Life.